# Mirim Doce
Mirim Doce là một đô thị thuộc bang Santa Catarina, Brasil. Đô thị này có diện tích 336,313 km², dân số năm 2007 là 2545 người, mật độ 7,7 người/km².